# Шевич, Иван Егорович (генерал)
Иван Егорович Шевич (младший; 1754—1813) — генерал-лейтенант русской армии, отличившийся во время наполеоновских войн. Сын Георгия Ивановича Шевича.

## Биография
Происходил из сербского шляхетства. Его дед Иван в 1752 году перешёл на службу в русскую армию из австрийской, имел чин генерал-поручика, а отец Георгий дослужился до чина генерал-майора.
Иван Шевич-младший 1 мая 1770 года вступил в военную службу в звании вахмистра, начав её в Московском легионе, 1 мая 1772 года был произведен в прапорщики, служа в то время в Илирическом гусарском полку. В 1774 году принимал участие в боевых действиях против отрядов Емельяна Пугачёва в Оренбургской губернии. С 1776 по 1777 год воевал против горцев на Кубани, с 1788 по 1789 год участвовал в Русско-турецкой войне, в том числе в осаде Очакова, взятии Бендер и Каушан, в 1794 году — в подавлении восстания Костюшко.
19 июня 1798 года произведен в полковники; 1 октября 1799 года назначен командиром Глуховского кирасирского полка. 24 февраля 1800 года был произведен в генерал-майоры и после этого вышел в отставку. 25 декабря 1806 года, однако, вернулся на действительную военную службу и спустя год, в 1807 году, участвовал, возглавляя отдельное подразделение, в боевых действиях против османских войск в Валахии. В декабре того же года вошёл в состав Военной коллегии по комиссариатской экспедиции. 28 ноября 1808 года возглавил лейб-гвардии Гусарский полк. В ноябре 1810 года был удостоен ордена Святого Георгия IV класса (№ 2203).

В 1812 году, будучи поставлен во главе гвардейской кавалерийской бригады (Кавалергардский и лейб-гвардии Конный полки), проявил храбрость в Бородинском сражении, за что удостоился ордена Св. Анны 1-й степени. 25 февраля 1813 года получил за сражения при Спас-Купле и Красном орден Св. Георгия 3-го класса № 276 
В воздаяние отличнаго мужества и храбрости, оказанных в сражениях против французских войск 5-го и 6-го ноября под Красным.
 В 1813 году принимал участие в сражениях при Люцене, Бауцене, Кульме; 30 августа получил чин генерал-лейтенанта. Погиб в Битве народов под Лейпцигом. В 1913 году его прах был перезахоронен в православной церкви на месте битвы.

## Семья
Генерал Шевич был женат на фрейлине баронессе Марии Христофоровне Бенкендорф (1784—1841), сестре графини Д. Х. Ливен и шефа жандармов А. Х. Бенкендорфа. Была близкой знакомой Карамзиных и родителей А. С. Пушкина. По словам современницы, мадам Шевич, любившая делать всем протекции, была «уродлива и умна». Дети:
- Анна Ивановна
- Фёдор Иванович (1801—1826)
- Варвара Ивановна (1802—1828), с 1823 года замужем (его первая жена) за дипломатом А. П. Бутенёвым (1787—1866).
- Александр Иванович (1805—до 1813)
- Любовь Ивановна (1806—1866), была горбата, её имя часто упоминается в письмах О. С. Павлищевой к мужу.
- Александра Ивановна (10.07.1807[5]—1860), внебрачная дочь И. Е. Шевича, крещена в Симеоновской церкви на Моховой, крестница А. П. Алединского; фрейлина, хоть и «ужасная дурнушка», как отзывалась о ней Н. О. Пушкина, была умна и добра[6].
- Егор Иванович (14.09.1808—1849), полковник, с 1837 года женат на фрейлине Лидии Дмитриевне Блудовой (1815—1882), дочери графа Д. Н. Блудова. Их сын дипломат Д. Е. Шевич.